# Johann Mannhardt

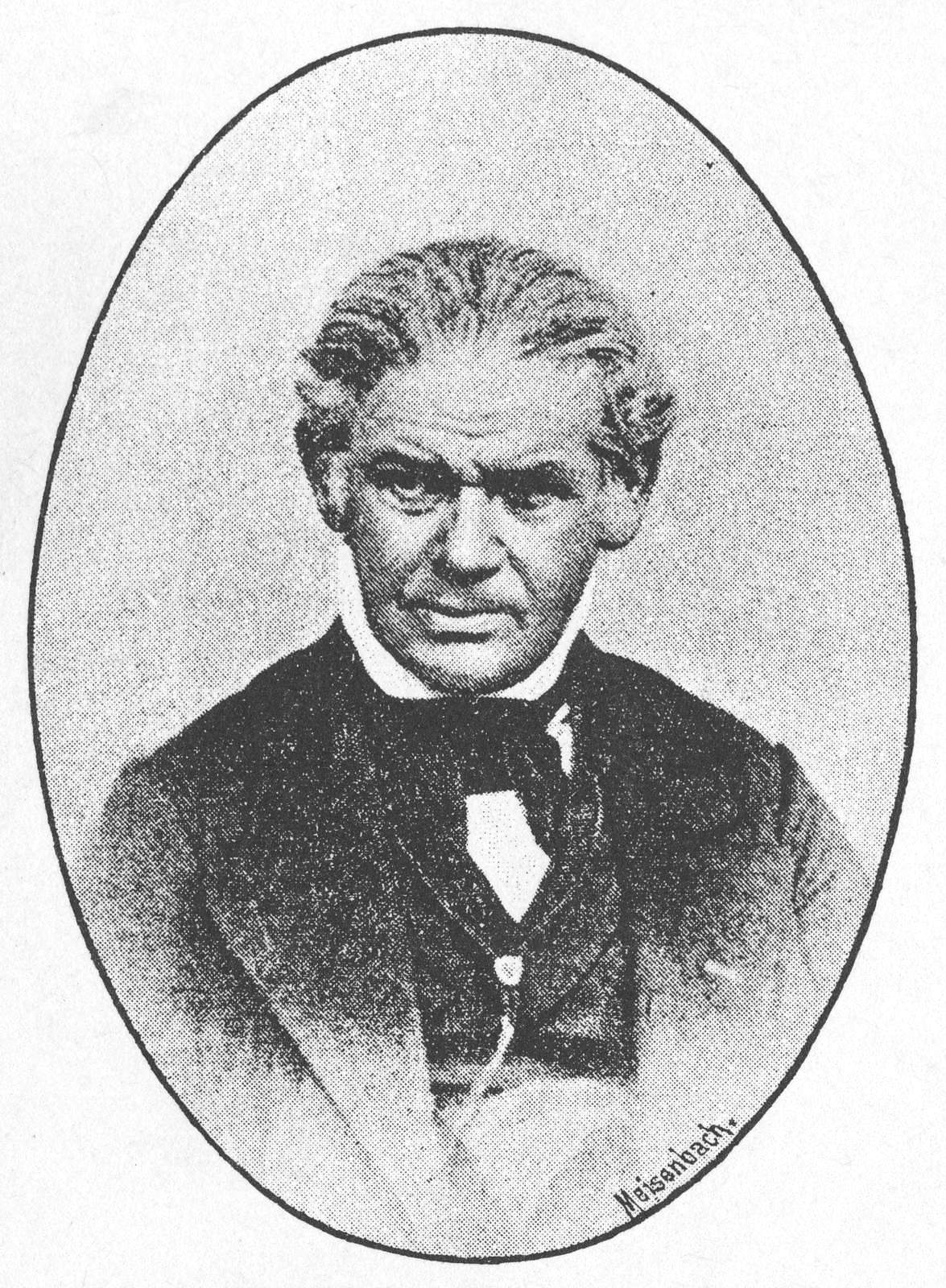
Johann Mannhardt.

Johann Mannhardt, född den 31 augusti 1798 i Bürstling nära Gmund, död den 25 augusti 1878 i München, var en tysk urmakare och mekanisk uppfinnare.
Mannhardt utövade sin verksamhet i München. Han levererade mer än 1 200 tornur till vitt skilda trakter på jorden. Flera av honom uppfunna urkonstruktioner och maskiner av varjehanda slag utmärktes av stor enkelhet och sinnrikhet. Hans uppfinning av den så kallade fria pendeln ansågs epokgörande inom urmakarkonsten.